# Séminaire Saint-Augustin

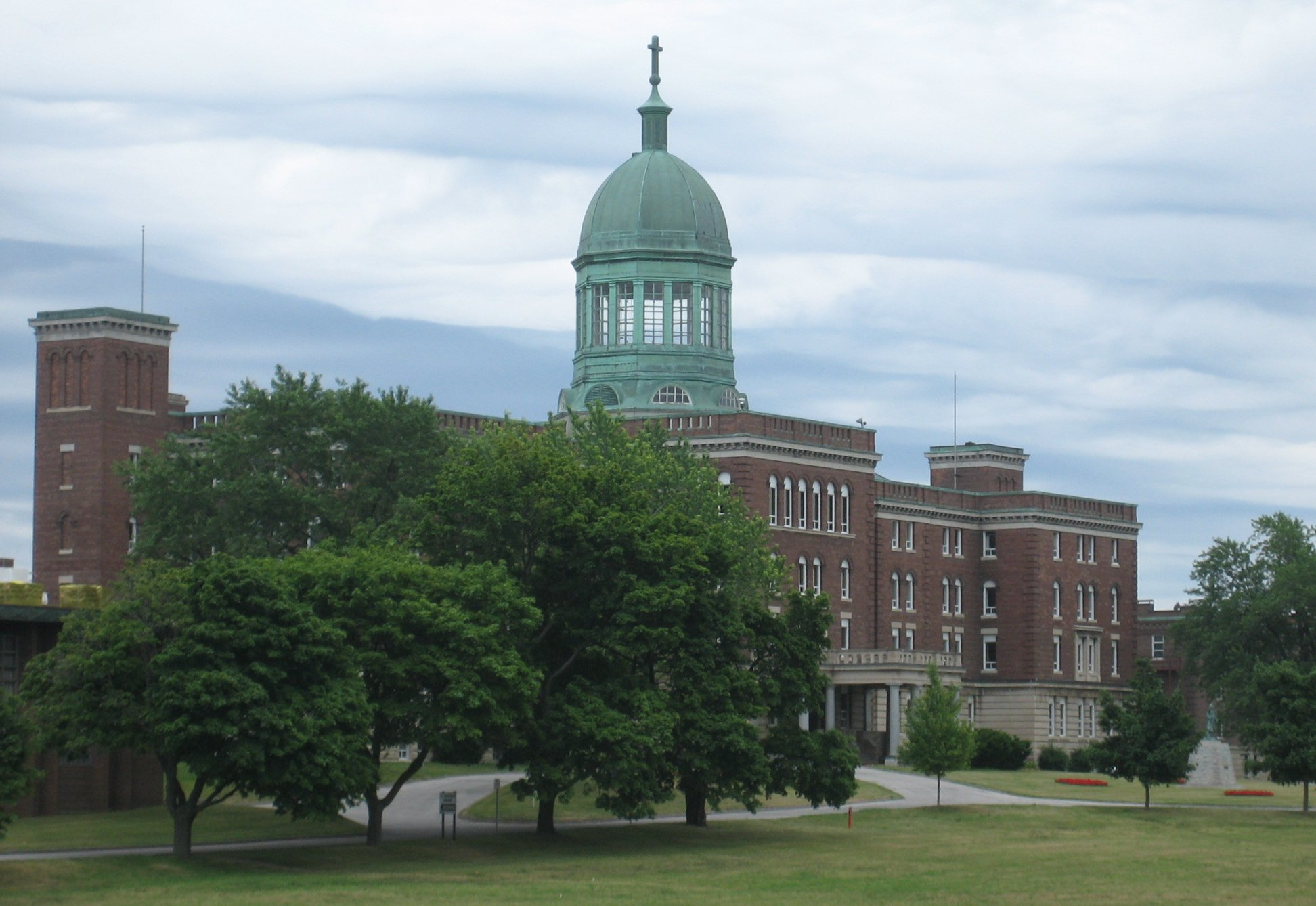
Le séminaire Saint-Augustin

Les armoiries du Séminaire.

 Le séminaire Saint-Augustin est le séminaire de l'archidiocèse catholique de Toronto (Canada). Il fait partie de l'École de théologie de Toronto.

## Histoire
Le séminaire Saint-Augustin a été créé en 1913, conçu dans le style Beaux-Arts par Arthur W. Holmes (en). Il fut le premier grand séminaire destiné à la formation des prêtres diocésains du Canada anglophone. Sa devise est "Solus instar, sola regnet caritas" (en français : "Tel le soleil dans le ciel, la charité règne dans nos cœurs").

## Source
- (en) Cet article est partiellement ou en totalité issu de l’article de Wikipédia en anglais intitulé « St. Augustine's Seminary » (voir la liste des auteurs).